# Karin
Karin je žensko osebno ime.

## Izvor imena
Ime Karin je različica ženskega osebnega imena Katarina.

## Tujejezikovne različice imena
- pri Angležih: Karin
- pri Čehih: Karina
- pri Nemcih: Karin
- pri Poljakih: Karina

## Pogostost imena
Po podatkih Statističnega urada Republike Slovenije je bilo na dan 1. januara 2020 v Sloveniji število ženskih oseb z imenom Karin: 1.679. Med vsemi ženskimi imeni pa je ime Karin po pogostosti uporabe uvrščeno na 148. mesto.

## Osebni praznik
Osebe z imenom Karin lahko godujejo takrat kot osebe z imenom Katarina.